# モリイシガメ属
モリイシガメ属（モリイシガメぞく、Glyptemys）は、カメ目ヌマガメ科に属する属。模式種はモリイシガメ。

## 分布

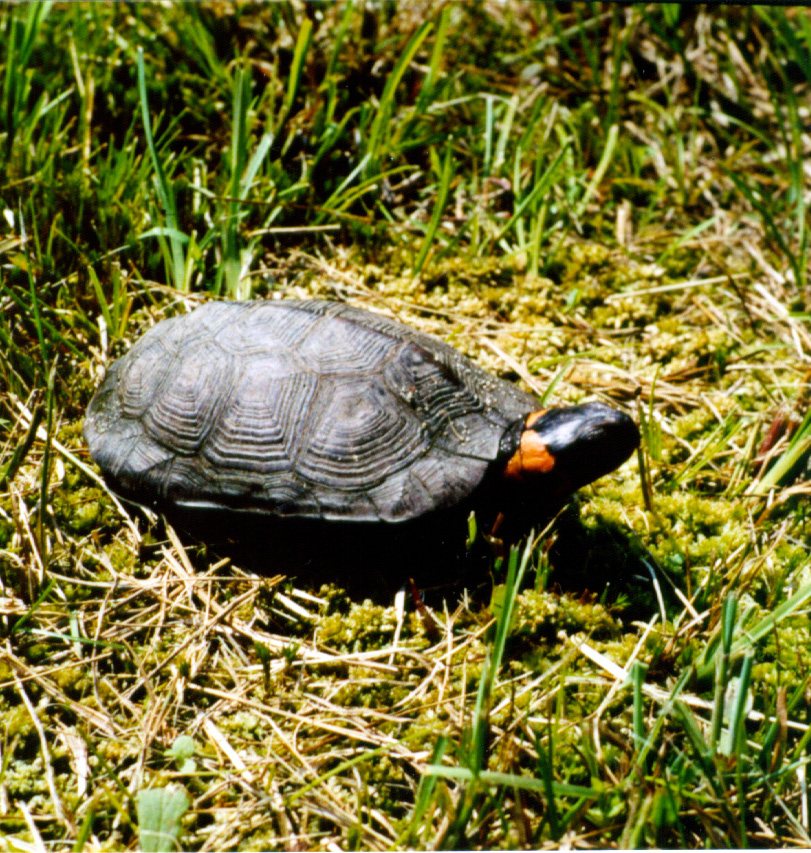
ミューレンバーグイシガメ G. muhlenbergii

アメリカ合衆国北東部、カナダ南東部固有種

## 形態
最大種はモリイシガメで最大甲長23.4cm。最小種はミューレンバーグイシガメで最大甲長11.5cmと本属のみならずヌマガメ科最小種。メスよりもオスのほうが大型になる。項甲板は背甲の最前部よりも後方に位置する。成長輪は明瞭で、特にモリイシガメでは顕著である。属名Glyptemysは「彫刻されたカメ」の意で、モリイシガメの甲板に入る明瞭な成長輪や放射状に入る皺に由来する。椎甲板にはあまり発達しない筋状の盛り上がり（キール）がある。腹甲は大型かやや大型で、蝶番がない。
吻端はあまり突出せず、上顎の先端は凹む。四肢は頑丈かやや頑丈で、後肢の水かきは第2-4趾の爪基部まで発達しない。尾は長いかやや長い。
オスは腹甲の中央部より後方が浅く凹む。また尾が太くて長く、尾をまっすぐに伸ばした状態では総排出口全体が背甲の外縁よりも外側にある。メスは腹甲の中央部より後方が凹まないかわずかに盛り上がる。また尾がより細くて短く、尾をまっすぐに伸ばしても総排泄口の一部が背甲の外縁よりも内側にある。

## 分類
以前はアメリカイシガメ属（現キボシイシガメ属）に含まれていた。しかし形態やミトコンドリアのシトクロムbやリボソームRNAなどの分子系統学的解析からモリイシガメとミューレンバーグイシガメがそれぞれ単系統群を形成すると推定され、さらにこの単系統群がアメリカイシガメ属の模式種であるキボシイシガメとは近縁ではないと推定された。そのため2種で独立した属を構成する説が有力である。
- Glyptemys insculpta　モリイシガメ　Wood turtle
- Glyptemys muhlenbergii　ミューレンバーグイシガメ　Bog turtle

## 生態
湿原、沼地、草原などに生息する。半陸棲もしくは半水棲で、陸上でも活動するが地域にもよるものの主に水場周辺で活動する。昼行性で、夜間は陸上に空いた穴などで休む。日光浴を好む。冬季になると水中などで冬眠する。
食性は雑食で、昆虫、両生類の幼生、貝類、ミミズ、動物の死骸、果実、水生植物、藻類などを食べる。
繁殖形態は卵生。水中で交尾し、メスは繁殖期に複数のオスと交尾を行うこともある。繁殖期には5-7月に1回に1-20個の卵を年に1回だけ産む。

## 人間との関係
開発による生息地の破壊、水質汚染、ペット用の採集などにより生息数は減少している。生息地では法的に採集が規制されているが、密猟されることもある。
ペットとして飼育されることもあり、日本にも輸入されている。生息地では採集が厳しく規制されているため、規制される以前に流通した個体に由来する飼育下繁殖個体が流通する。ミューレンバーグイシガメは輸入例がほぼなく、ワシントン条約附属書I類に掲載され国際的な商取引が禁止され、またアメリカ合衆国内での飼育下繁殖個体の流通も厳しく制限されている。モリイシガメは元々輸入量が少なかったが、ワシントン条約に掲載されてから流通量はさらに激減した。現在はアメリカ合衆国からの輸出がほぼ停止しているため、ヨーロッパや日本国内での飼育下繁殖個体が少数流通する。

## 分布
- ミューレンバーグイシガメ
G. muhlenbergii